# Математична основа карт
Математи́чна осно́ва карт (рос. математическая основа карт, англ. mathematical base of maps, нім. mathematische Grundlage f der Karten) — сукупність елементів, які обумовлюють математичні властивості географічних карт. Включає геодезичну основу, масштаб та картографічну проєкцію.